# Olympische Sommerspiele 1984/Teilnehmer (Äquatorialguinea)
| Gelbes Symbol für Goldmedaillen mit stilisierten Olympischen Ringen | Graues Symbol für Silbermedaillen mit stilisierten Olympischen Ringen | Braundes Symbol für Bronzemedaillen mit stilisierten Olympischen Ringen |
| ------------------------------------------------------------------- | --------------------------------------------------------------------- | ----------------------------------------------------------------------- |
| —                                                                   | —                                                                     | —                                                                       |

Äquatorialguinea nahm an den Olympischen Sommerspielen 1984 in Los Angeles, USA, mit einer Delegation von vier Sportlern (allesamt Männer) teil.

## Teilnehmer nach Sportarten

### Leichtathletik
- Gustavo Envela
100 Meter: Vorläufe
200 Meter: Vorläufe

- Secundino Borabota
400 Meter: Vorläufe

- Bartolomé Esono Asumu
800 Meter: Vorläufe

- Diosdado Lozano
1500 Meter: Vorläufe